# Химкинский железнодорожный мост
Химкинский железнодорожный мост — железобетонный однопролётный четырёхпутный арочный мост через канал имени Москвы (Химкинское водохранилище) на главном ходу (Ленинградском направлении) Октябрьской железной дороги. Находится на территории городского округа Химки Московской области неподалёку от МКАД. Построен силами заключённых Дмитлага в 1935 году по проекту инженера А. А. Белоголового. Длина моста составляет 164,5 м, длина пролёта — 116 м. Высота моста над уровнем воды составляет 14 м, общая высота — 29 м.